# Hedjaz

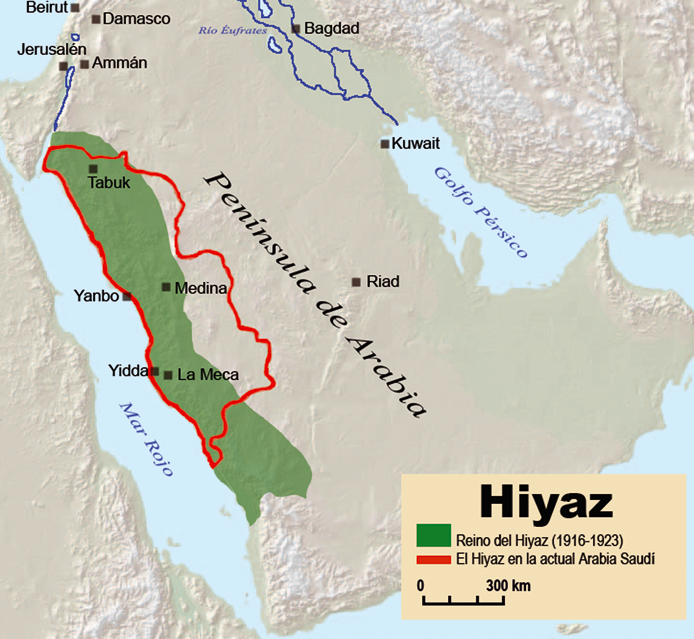
La région actuelle du Hedjaz (contour rouge) et le royaume du Hedjaz (1916-1925), en vert.

Drapeau du Hedjaz de 1917 à 1920, communément connu comme le drapeau de la grande révolte arabe.

Le Hedjaz, ou Hijaz, ou encore Hadjaz, (en arabe : اَلْـحِـجَـاز, al-Ḥiǧāz, qui signifie littéralement « barrière ») est la région ouest de la péninsule Arabique, comprenant notamment les provinces de Tabuk, Médine, La Mecque et Al Bahah. Sa plus grande ville est Djeddah, mais les cités les plus connues sont les villes de La Mecque et Médine.

## Étymologie
Le Hedjaz désigne à proprement parler la zone de montagnes du Hedjaz (partie septentrionale des monts Sarawat), parallèle au rivage de la mer Rouge qui s'étend d'Aqaba au nord jusqu'à La Mecque au sud. Ces montagnes rendent difficile toute pénétration vers l'intérieur de la péninsule arabique. La zone côtière située entre le rivage et la montagne, large de 25 à 40 km, est désignée en arabe par le terme tihama, signifiant « couloir ».

## Histoire

### Antiquité
Le Hedjaz est traversé au premier millénaire avant l'ère commune par de nombreuses routes commerciales sur lesquelles des caravanes de dromadaires acheminent des marchandises venues du Yémen ou d'Inde.
Le roi babylonien Nabonide occupe la région du Hedjaz et, pour une raison non identifiée, fait de la ville de Tayma sa résidence pendant 10 ans entre -543 et -533 avant de retourner vivre à Babylone ; cet épisode est attesté tant par les sources babyloniennes que par la découverte de pétroglyphes mentionnant Nabonide aux environs de Tayma.

### La naissance de l'islam
Le Hedjaz est la région qui abrite les lieux saints de l'islam, c'est-à-dire les villes de La Mecque et de Médine. Ces lieux voient en effet se dérouler, selon le Coran, les événements de la naissance de l'Islam.
Mahomet naît vers 570 à La Mecque. Il appartient à la tribu des Quraychites, la plus puissante de La Mecque, et vit dans le clan des bani-Hachem, les futurs Hachémites.
C'est ensuite dans le mont Hira, près de La Mecque, qu'il reçoit ses révélations de l'ange Gabriel. Il prêche ce qui deviendra le Coran, mais il est chassé de la ville par les commerçants polythéistes. En effet, ils craignent qu’il ne discrédite leurs idoles et ruine les commerces organisés autour de ces pèlerinages à La Mecque. Il fuit La Mecque pour Médine en 622, accompagné de ses deux disciples. C'est l'Hégire.(Point de départ de l'ère et donc, du calendrier islamique). Puis, ayant formé une armée de fidèles, il conquiert La Mecque et parvient ensuite à obtenir la soumission de tout le Hedjaz et l'Arabie. Il meurt en 632.
Puis, les proches de Mahomet se placent comme ses successeurs et avec le titre de calife, c'est-à-dire lieutenant de Dieu sur Terre, poursuivant les conquêtes arabes, étendent l'empire considérablement. Les empires perse et byzantin sont défaits dans des batailles importantes (al-Qadisiyya, Yarmouk), le premier disparaît et le second perd la majorité de ses terres.
Or après que quatre de ces califes, dits Rashidun (bien guidés), aient régné, la dynastie des Omeyades prend le pouvoir, en 661, et s'installe à Damas en Syrie. Elle est plus tard renversée par les Abbassides qui s'installent à Bagdad.
Ainsi le centre de l'empire se trouve rapidement déplacé en Syrie puis en Irak : le berceau en Arabie est délaissé.
Aux IXe et Xe siècles, le déclin des Abbassides et l'affaiblissement du pouvoir central du calife entraînent l'émiettement de l'empire musulman et l'indépendance des potentats locaux. Le monde musulman se divise et les tribus d'Arabie échappent au contrôle califal.

### Des Fatimides aux Ottomans
C'est à cette époque que le pouvoir du chérif de La Mecque, gardien des lieux saints, s'établit sur une partie du Hedjaz. Le chérif fut dès lors fréquemment mis sous la protection de l'Égypte, protection s'apparentant plutôt à une vassalisation.
Parmi les potentats récemment devenus indépendants des Abbassides, la dynastie des Ikhchidides avait obtenu le contrôle sur l'Égypte depuis 935, afin de constituer une marche face aux invasions de l’ouest. Elle avait aussi reçu la soumission du chérif de La Mecque. Cette dynastie fut cependant rapidement éliminée par le puissant Califat fatimide chiite, donc ennemi des Abbassides sunnites, et qui conquit l'Égypte en 969 et vassalisa alors le Hedjaz.
Ensuite, Saladin réussit à détrôner les Fatimides et à installer sa propre dynastie, les Ayyoubides, en 1171. Dans cet État, qui entra rapidement en décadence, des cavaliers-esclaves d'élite nommés les mamelouks réussirent à prendre une importance sociale et politique et, à la suite de la croisade de Saint Louis, déposèrent les Ayoubides. Ce sultanat prospéra durant plus de deux siècles et demi, mais finalement, leurs territoires furent conquis lors d'une guerre en 1516-1517, par les Turcs ottomans d'Anatolie. Il y eut notamment, en août 1516, la bataille de Marj Dabiq, au nord d'Alep, où mourut le sultan al-Ghûrî et qui livra à la dynastie le territoire de ce dernier (Syrie, Hedjaz, Égypte).

### Sous le contrôle ottoman
Le Hedjaz fut donc soumis au régime turc ottoman et resta ainsi quatre siècles durant, de 1517 à 1918.
Durant la période ottomane, le chérifat n'était pas héréditaire et la nomination se faisait par la Sublime Porte. Un double système de gouvernement existait alors dans le Hedjaz. L'autorité était partagée entre le chérif et le wāli (gouverneur) ottoman. Ce système perdura encore jusqu'en 1916.
Dès 1517, le chérif Barakat de la Mecque reconnut le sultan ottoman comme calife. Quand les chérifs acceptèrent une souveraineté turque, le sultan les confirma dans leurs prérogatives dans le Hedjaz. L'autorité du sultan était uniquement indirecte, car l'arrangement laissait au chérif la réalité du pouvoir. Le sultan assuma le titre de Hâdimü’l-Haremeyni’ş-Şerifeyn, ou « gardien des deux mosquées saintes de l'Islam ».
En 1630, une inondation frappa La Mecque, détruisant pratiquement entièrement la Kaaba. Elle fut restaurée en 1636. En 1680, environ 100 personnes moururent dans une nouvelle inondation.
Elle fut brièvement conquise par les Saouds, au sein de l'émirat de Dariya, en 1807. Ces derniers appartenaient au courant islamique orthodoxe du wahhabisme et, en accord avec leur doctrine, il détruisirent les idoles des lieux saints. Mais les Ottomans, dont le prestige était entamé par cette humiliation, chargèrent le vice-roi d'Égypte Méhémet-Ali de reconquérir les lieux saints et d'écraser cet État considéré comme hérétique. Ce dernier reprit d'abord les villes saintes en 1811, grâce aux Albanais, puis y envoya, en 1816, son fils Ibrahim Pacha, qui débarqua à Yanbou le 30 septembre de cette année et finit, à la suite de l'expédition de Najd, par prendre Dariya en 1818. Le Hedjaz revint alors à Méhémet-Ali.
En 1841, à la suite du traité de Londres (1840) qui met fin à la deuxième guerre égypto-ottomane, les Ottomans récupérèrent le contrôle sur la région. En 1872, il est érigé en vilayet (province de premier rang). Le chérif de La Mecque, gardien des villes saintes de La Mecque et Médine, est sous le contrôle d'un pacha ottoman. Le gouvernement ottoman verse des subsides au chérif et aux tribus bédouines pour assurer le bon déroulement du pèlerinage de La Mecque. La garnison ottomane est forte de 7 000 hommes, plus 500 pour la garde personnelle du chérif. Les habitants du Hedjaz sont exemptés de service militaire.
Durant la plus grande partie du XIXe siècle, la ville la plus septentrionale du chérifat était Al-'Ula et la plus méridionale était en général Al Lith, et parfois Al Qunfudhah. À l'est, il ne s'étendit jamais plus loin que l'oasis de Khaybar. La Mecque, Médine et Jeddah étaient ses villes les plus importantes.
Le 30 juillet 1908, les Ottomans y inaugurèrent le chemin de fer du Hedjaz, qui relie Damas à Médine en longeant de loin la mer Rouge, travaux financés par des cotisations de tout l'Empire à travers une fondation pieuse (waqf). Ce nouveau chemin de fer facilite l’accès aux villes saintes de La Mecque et de Médine, où convergent des pèlerins du monde entier. Ce succès politique est porté au crédit de l'Empire ottoman, puissance tutélaire de la région, et de son nouvel allié, l'Empire allemand, dont les ingénieurs ont supervisé la construction du chemin de fer. Malgré ces dispositions, il arrive que les pèlerins soient rançonnés dans le train ou sur les routes terrestres par les Bédouins.

### Royaume du Hedjaz

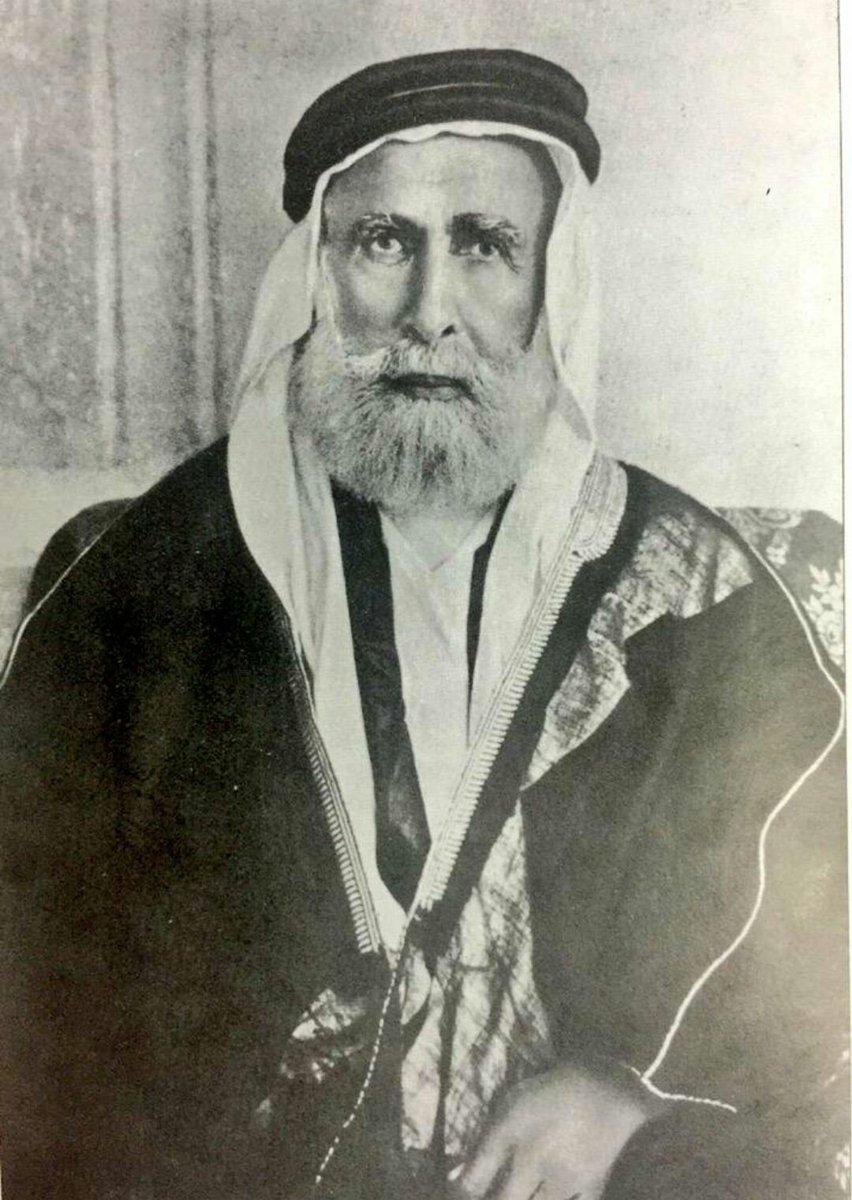
Hussein ben Ali, chérif de La Mecque.

La région du Hedjaz  réussit néanmoins, profitant de l'entrée des Ottomans dans la Première Guerre mondiale en Orient, à devenir indépendante, à la suite de la grande révolte arabe de 1916-1918, soulèvement encouragé par Lawrence d'Arabie et le haut-commissaire britannique en Égypte, le lieutenant-colonel Henry McMahon. La garnison ottomane, le corps d'armée du Hedjaz (Empire ottoman) (en), était harcelée par la guérilla. Le 10 juin 1916, Hussein ben Ali, chérif de La Mecque, proclama l'indépendance d'un royaume du Hedjaz et s'en proclama roi. Après la bataille d'Aqaba (6 juillet 1917), la garnison ottomane de Médine était de plus en plus isolée. Cependant, le siège de Médine se prolongea même après l'armistice de Moudros (30 octobre 1918) par lequel l'Empire ottoman se rendait notamment face aux Anglais qui menaient l'offensive en Syrie et en Mésopotamie. Le général ottoman Fahreddin Pacha, fidèle au califat ottoman, ne capitula que le 10 janvier 1919.
L'indépendance du royaume du Hedjaz est reconnue par le traité de Sèvres du 10 août 1920. Elle ne durera guère.
Le 3 octobre 1924, à la suite des revers militaires face aux Saouds du troisième État saoudien, qui tentaient de conquérir le royaume, Hussein ben Ali, confia l'autorité sur l'État à son fils Ali ben Hussein. Toutefois, cela n'empêcha pas les hommes du sultan Abdelaziz Ibn Saoud, contrôlant le plateau du Nejd, de conquérir la région le 19 décembre 1925. Le chérif de La Mecque dut alors s'exiler en Irak. Le 8 janvier 1926, Abdelaziz Ibn Saoud fut couronné roi du Hedjaz. Le 27 janvier 1927, il substitua à son titre de sultan du Nedj celui de roi. Le royaume du Nejd et du Hedjaz fut reconnu par le traité de Djedda du 20 mai 1927. Cette conquête permit finalement la création, le 23 septembre 1932, du royaume d'Arabie saoudite dans sa forme et ses frontières modernes.